# Stigmatodon plurifolius
Stigmatodon plurifolius é uma espécie de planta do gênero Stigmatodon e da família Bromeliaceae.  Stigmatodon plurifolius é uma espécie bem delimitada. Pode ser facilmente reconhecida
pela roseta utriculosa que não acumula água (única do gênero), pela bainha com
tricomas marrons bem evidentes e que podem ser vistos a olho nu, e folhas
fasciculadas. Estes caracteres separam S. plurifolius de todas as demais
espécies do gênero. 

## Taxonomia
A espécie foi descrita em 2016 por Michael H.J. Barfuss, Gregory K. Brown e Elton Martinez Carvalho Leme. 
O seguinte sinônimo já foi catalogado:  
- Vriesea plurifolia  Leme

## Forma de vida
É uma espécie rupícola e herbácea. 

## Descrição
| Caule                                   | Caule             |
| --------------------------------------- | ----------------- |
| propagação vegetativa                   | por broto lateral |
| Folha                                   |                   |
| tipo de roseta                          | utricular         |
| forma das lâminas                       | estreito linear   |
| Inflorescência                          |                   |
| tipo de ramificação                     | simples           |
| orientação do pedúnculo                 | subereto          |
| forma das brácteas do pedúnculo         | oval              |
| sulco / nervura na bráctea do pedúnculo | ausente           |
| cor das brácteas florais                | verde             |
| ápice das brácteas florais              | obtuso            |
| número de flores                        | até 13            |
| Flor                                    |                   |
| forma das sépalas                       | oblongo-elíptica  |

## Conservação
A espécie faz parte da Lista Vermelha das espécies ameaçadas do estado do Espírito Santo, no sudeste do Brasil. A lista foi publicada em 13 de junho de 2005 por intermédio do decreto estadual nº 1.499-R. 

## Distribuição
A espécie é encontrada no estado brasileiro de Espírito Santo. 
Em termos ecológicos, é encontrada no domínio fitogeográfico de Mata Atlântica, em regiões com vegetação de vegetação sobre afloramentos rochosos.